# Ramon Pujol
Ramon Pujol (n. Barcelona, 1 de agosto de 1981) es un actor español conocido por su papel como Miguel Ayala en Ciega a citas (2014). También participó en películas como El Perfume. Historia de un asesino (2006), y en series como la española Doctor Mateo (2009). Fue nominado a Mejor Actor de Reparto en los Premios Max 2009 por la obra de teatro Espectres.

## Biografía
Ramón Pujol es licenciado en interpretación en el Instituto del Teatro de Barcelona y estudió interpretación con Fernando Piernas. Ha realizado diversos seminarios de Interpretación, Dramaturgia y Creación con Juan Carlos Corazza, Javier Daulte, Alfredo Sanzol, Carlos Aladro, Javier Lara, Pablo Messiez, Ferrán Madico, Claudio Tolcachir, Josep Maria Miró, Marilia Samper y Andrés Lima. Habla castellano, catalán, inglés y francés.

## Filmografía

### Largometrajes
| Año  | Título                              | Personaje       | Director            |
| ---- | ----------------------------------- | --------------- | ------------------- |
| 2018 | Fin de siglo                        | Javi            | Lucio Castro        |
| 2011 | No tengas miedo                     | Testimonio Rafa | Montxo Armendáriz   |
| 2011 | Mil cretins                         | Carles          | Ventura Pons        |
| 2010 | Lope                                | Claudio         | Andrucha Waddington |
| 2007 | My way                              | Santi           | José Antonio Salgot |
| 2006 | El perfume - Historia de un asasino | Lucien          | Tom Tykwer          |

### Cortometrajes
| Año  | Título             | Director    |
| ---- | ------------------ | ----------- |
| 2011 | Se acabó la fiesta | Gigi Romero |

### Televisión
| Año         | Título                   | Personaje         |
| ----------- | ------------------------ | ----------------- |
| 2023 - 2024 | Amar es para siempre     | Chimo Camarasa    |
| 2022        | Smiley                   | Ramón Martínez    |
| 2017-2019   | Com si fos ahir          | Xavi Galiana      |
| 2016        | El Caso                  |                   |
| 2014        | Ciega a citas            | Miguel Ayala      |
| 2011        | Gran Nord                | Sisquet Deulofeu  |
| 2011        | Ángel o demonio          | Javier            |
| 2011        | Barcelona ciutat neutral | Sebastià          |
| 2010 2009   | Doctor Mateo             | Ernesto Escribano |
| 2008        | Cuenta atrás             | Toni Herrera      |
| 2008        | Serrallonga              | Segimon           |
| 2007        | La Vía Augusta           | Marc              |
| 2006        | Omar Martínez            | Camareiro bar     |
| 2002        | El comisario             |                   |

### Teatro
- Sol Solet de Àngel Guimerà. Dir. Carlota Subirós. Teatre Nacional de Catalunya. 2018
- Els nens desagraïts de Llàtzer García. Dir. Llàtzer García. Sala Beckett. 2017
- Sócrates, juicio y muerte de un ciudadano de Mario Gas y Alberto Iglesias. Dir. Mario Gas. Festival de Mérida, Teatre Romea, Naves del Matadero. 2015-2017
- No feu bromes amb l’amor de Alfred de Musset. Dir. Natalia Menéndez. Teatre Nacional de Catalunya. 2015
- Smiley, una historia de amor de Guillem Clua. Dir. Guillem Clua. Teatro Lara – Teatro Maravillas.[4] 2014-2015[5]
- Tierra de Nadie de Harold Pinter. Dir. Xavier Albertí. Teatre Nacional de Catalunya- Naves del Matadero. 2013-2014
- Los chicos de historia de Alan Benett. Dir. José María Pou. Teatros del Canal. 2010
- Espectres de Henrik Ibsen. Dir. Magda Puyo. Teatre Romea. 2008. Nominado a Mejor Actor de Reparto en los Premios Max 2009
- El gesto que nunca llega de Sandra Simó. Dir. Sandra Simó. Teatre Lliure. 2007
- El signe de l’escorpí de Julio Manrique. Dir. Cristina Genebat. Teatre Tantarantana. 2007
- En Pólvora de Àngel Guimerà. Dir. Sergi Belbel. Teatre Nacional de Catalunya. 2006-2007
- En la soledad de los verbos de Sandra Simó. Dir. Sandra Simó. Teatre Estudi. 2006
- La dona d’abans de Roland Schimmelpfennig. Dir. Thomas Sauerteig. Sala Beckett. 2006
- El somni americà de Edward Albee. Dir. Santiago Sans. Teatre Romea. 2006
- La màgia dels Ki-Kids. Dir. Àngel Llàcer. Teatre Condal. 2005 – 2006
- Poques vergonyes de Felipe Loza y Garbiñe Losada. Dir. Fermí Fernández. Teatre Regina. 2003